# 자유롭고 열린 인도 태평양

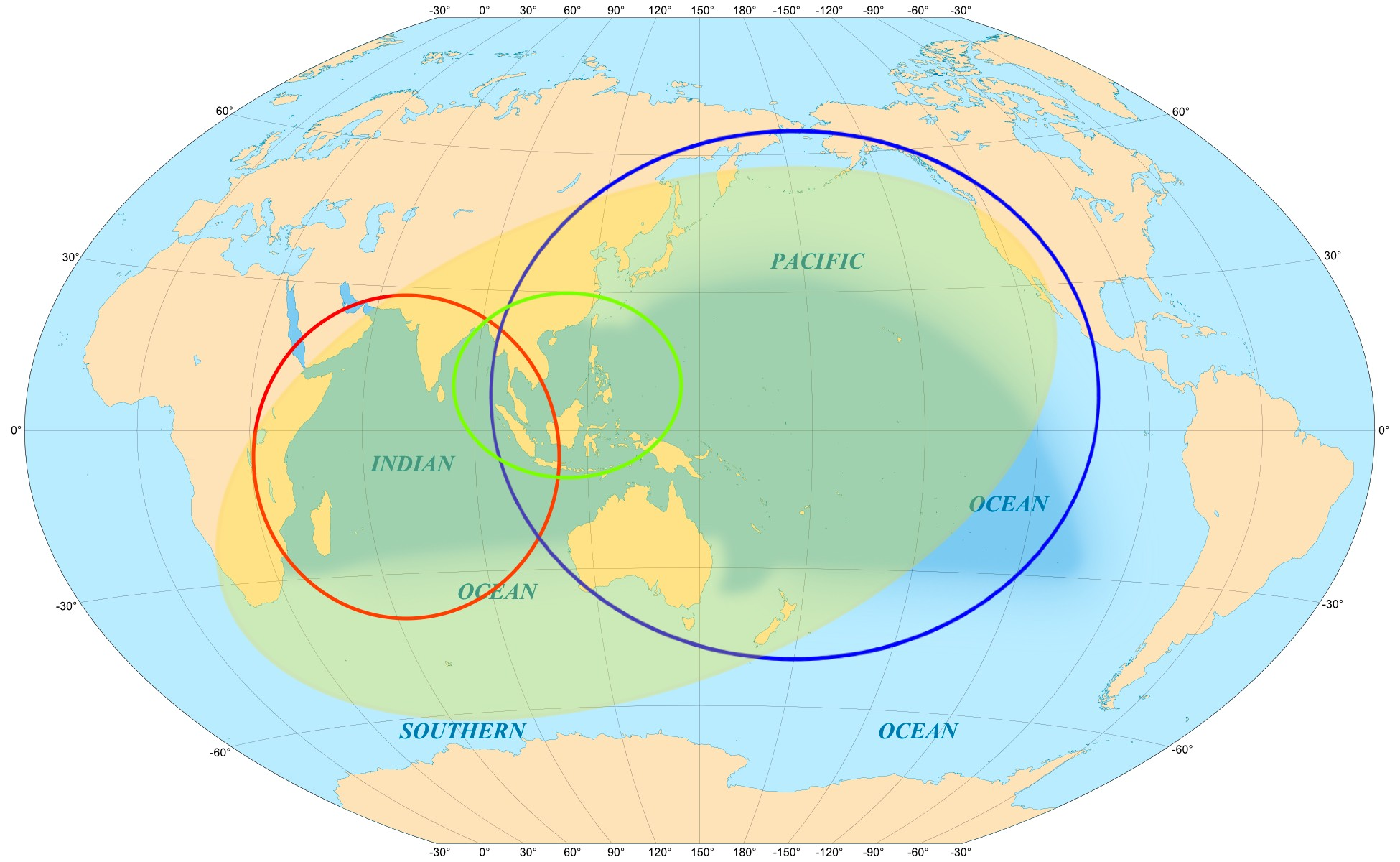
인도·태평양 지역

자유롭고 열린 인도 태평양(영어: Free and Open Indo-Pacific, FOIP)은 중국의 일대일로(OBOR) 정책에 대응하기 위해 미국이 발표한 정책이다. 중국 포위 구상이라고도 불린다.

## 역사
'자유롭고 열린 인도 태평양'은 2017년 아베 신조 일본 총리가 제시한 새로운 아시아 전략으로, '자유롭고 개방된 인도 태평양(FOIP)'을 모토로 미국·일본·오스트레일리아·인도 등 쿼드 4개국 간의 연대를 강조한다.
2017년 11월 5일, 도널드 트럼프 대통령이 일본을 국빈 방문하여 진행된 미일 정상회담에서 '자유롭게 열린 인도·태평양 전략'을 양국 공동 외교전략으로 발표했다. 이듬해 5월, 트럼프 정부는 세계 2위 경제력을 바탕으로 군사 강국을 지향하는 중국을 견제하기 위해 특단의 조치를 취했다. 2차 세계대전 이후 미 해군력을 상징하던 태평양 사령부를 미국 인도-태평양 사령부로 개칭하며 담당 지역을 인도양까지 확대했다. 7일 열린 한미 정상회담 이후 발표된 한·미 공동언론발표문에는 '트럼프 대통령은 한미 동맹이 인도·태평양 지역의 안보, 안정과 번영을 위한 핵심축임을 강조했다'라는 문구가 들어갔다.
2019년 6월 1일 미국 국방부가 발표한〈인도·태평양 전략보고서〉(Indo-Pacific Strategy Report)는 중국을 포위하기 위한 우방국에 대만을 포함시키 켰는데, 싱가포르, 뉴질랜드, 몽골과 함께 대만을 협력 국가로 분류하며, 이들을 '4개 국가'라고 지칭하였다. 대만을 '국가'로 지칭한 것이다. 같은 달 4일, 방일한 패트릭 섀너핸 미국 국방장관 대행은 아베 총리와 회담하고, 북한 문제에 대한 의견을 교환하는 한편 자유롭고 열린 인도 태평양의 실현을 위해 연대를 강화하기로 했다. 이어 7일에는 해리 해리스 주한 미국 대사가 한국 정부를 향해 인도·태평양 전략 동참을 요구하였다.
2019년 6월 10일, 남중국해에서 미국 해군 USS 로널드 레이건 (CVN-76) 항공모함 함대와, 일본 해상자위대 JS 이즈모 (DDH-183) 경항공모함 함대가 함께 항해해 중국에 대해 무력시위를 했다. JS 이즈모 (DDH-183) 경항공모함은 JS 무라사메 (DD-101), JS 아케보노(DD-108)가 호위했다.

## 인도 태평양
인도의 쿠라나(Gurpreet S. Khurana) 박사가 인도-태평양 개념을 처음 사용했다. 2007년 아베 신조 총리가 의회 연설에서 이 용어를 사용하면서 유명해졌다.

## 같이 보기
- 전략적 인내
- 파비우스 전략
- 인도-태평양 전략